# Бер, Доротея
Доротея Гизела Рената Мария «Доро» Бер (нем. Dorothee Gisela Renate Maria „Doro“ Bär, урождённая Мантель, Mantel; род. 19 апреля 1978, Бамберг[…]) — немецкий политический и государственный деятель. Член «Христианско-социального союза» (ХСС). Федеральный министр исследований, технологий и космоса Германии с 6 мая 2025 года. Депутат бундестага с 2002 года.

## Биография
Родилась 19 апреля 1978 года в Бамберге.
Выросла в общине Эбельсбах в районе Хасберге, где её отец Вернер Мантель (Werner Mantel; 1947—2022), член ХСС, занимал пост бургомистра с 1996 по 2002 год.
В возрасте 14 лет вступила в «Молодёжный союз Германии», в 1994 году — в «Христианско-социальный союз» (ХСС).
По стипендии Фонда Ханнса Зайделя (HSS) изучала политологию в Высшей школе политики в Мюнхене (HfP). Во время учёбы в Мюнхене, с 2001 по 2003 год была председателем «Союза христианско-демократических студентов» (RCDS) земли Бавария.
В 2001 году вошла в руководство ХСС. По итогам парламентских выборов 22 сентября 2002 года впервые избрана депутатом бундестага от «Христианско-социального союза» (ХСС). 
После избрания в бундестаг продолжила изучение политологии в Институте имени Отто Зура (OSI) Свободного университета Берлина, где в 2005 году получила степень по политологии.
С 2009 по 2013 год она была заместителем генерального секретаря ХСС и представителем группы ХДС/ХСС в бундестаге по вопросам семьи, пожилых граждан, женщин и молодёжи.
С декабря 2013 года по март 2018 года была парламентским государственным секретарём в Федеральном министерстве транспорта и цифровой инфраструктуры в коалиционном правительстве под руководством Ангелы Меркель (ХДС).
С марта 2018 по декабрь 2021 год была государственным министром в Ведомстве федерального канцлера Германии и федеральным уполномоченным по вопросам цифровизации в коалиционном правительстве под руководством Ангелы Меркель (ХДС).
С 2021 по 2025 год была заместителем лидера группы ХДС/ХСС в бундестаге по вопросам семьи и культуры. 
6 мая 2025 года назначена федеральным министром исследований, технологий и космоса в коалиционном правительстве под руководством федерального канцлера Фридриха Мерца (ХДС). Сменила министра образования и исследований Джема Оздемира.